# Mut (Mersin)
Mut es un municipio y distrito de la provincia de Mersin, Turquía. Su área es de 2.718 km2, y su población es de 62,874 (2022).
Mut es un distrito rural al pie del Paso de Sertavul en la carretera que cruza los Montes Tauro desde Ankara y Konya hasta la costa mediterránea en Anamur o Silifke. Mut es conocido por su variedad especial de albaricoque, Mut şekerparesi, y una estatua de una niña que lleva una canasta de ellos se encuentra a la entrada de la ciudad. El verano es caluroso y la gente de Mut se retira a los prados altos (los llamados yayla) aún más arriba en la ladera de la montaña. Los bosques aquí arriba son el hogar de jabalíes, y el embalse de Gezende en el río Ermenek es una agradable mancha azul en este distrito seco. La presa tiene una central hidroeléctrica construida en Rumania.

## Historia
La zona probablemente estuvo habitada desde la época de los hititas (2000 a. C.), y más tarde fue parte de la antigua Cilicia.

### Periodo de los romanos
Bajo el Imperio Romano, la ciudad se llamaba Claudiopolis. El Monasterio de Alahan, a 15 km al norte de Claudiopolis, fue iniciado en la segunda mitad del siglo V por el emperador León I y luego terminado por el emperador Zenón.

### Edad Media
Los romanos fueron sucedidos por el Reino de Armenia. En el siglo XIII, los armenios fueron reemplazados por los Karamánidas, que fundó el estado del mismo nombre. La mezquita de Lal Pasha y el Minarete Rojo (Kızılminare) se encuentran entre los edificios de los Karamánidas que todavía se mantienen en pie en Mut.

## Economía
La cría de ganado menor es uno de los medios de vida importantes de la región.

## Clima
Mut tiene un clima semiárido cálido (Köppen: BSh), con veranos muy calurosos y secos, e inviernos frescos y algo lluviosos.
| Parámetros climáticos promedio de Mut (1991–2020) | Parámetros climáticos promedio de Mut (1991–2020) | Parámetros climáticos promedio de Mut (1991–2020) | Parámetros climáticos promedio de Mut (1991–2020) | Parámetros climáticos promedio de Mut (1991–2020) | Parámetros climáticos promedio de Mut (1991–2020) | Parámetros climáticos promedio de Mut (1991–2020) | Parámetros climáticos promedio de Mut (1991–2020) | Parámetros climáticos promedio de Mut (1991–2020) | Parámetros climáticos promedio de Mut (1991–2020) | Parámetros climáticos promedio de Mut (1991–2020) | Parámetros climáticos promedio de Mut (1991–2020) | Parámetros climáticos promedio de Mut (1991–2020) | Parámetros climáticos promedio de Mut (1991–2020) |
| Mes                                               | Ene.                                              | Feb.                                              | Mar.                                              | Abr.                                              | May.                                              | Jun.                                              | Jul.                                              | Ago.                                              | Sep.                                              | Oct.                                              | Nov.                                              | Dic.                                              | Anual                                             |
| ------------------------------------------------- | ------------------------------------------------- | ------------------------------------------------- | ------------------------------------------------- | ------------------------------------------------- | ------------------------------------------------- | ------------------------------------------------- | ------------------------------------------------- | ------------------------------------------------- | ------------------------------------------------- | ------------------------------------------------- | ------------------------------------------------- | ------------------------------------------------- | ------------------------------------------------- |
| Temp. máx. media (°C)                             | 11.2                                              | 13.4                                              | 18.0                                              | 23.0                                              | 28.6                                              | 33.7                                              | 37.4                                              | 37.2                                              | 33.1                                              | 26.7                                              | 18.6                                              | 12.7                                              | 24.5                                              |
| Temp. media (°C)                                  | 6.8                                               | 8.4                                               | 12.3                                              | 16.7                                              | 21.9                                              | 27.0                                              | 30.6                                              | 30.4                                              | 26.2                                              | 20.3                                              | 13.0                                              | 8.1                                               | 18.5                                              |
| Temp. mín. media (°C)                             | 3.2                                               | 4.2                                               | 7.3                                               | 11.0                                              | 15.7                                              | 20.7                                              | 24.1                                              | 24.1                                              | 19.9                                              | 14.7                                              | 8.5                                               | 4.6                                               | 13.2                                              |
| Precipitación total (mm)                          | 67.76                                             | 50.76                                             | 35.03                                             | 21.82                                             | 25.78                                             | 12.18                                             | 0.94                                              | 2.73                                              | 5.46                                              | 20.02                                             | 43.28                                             | 75.66                                             | 361.42                                            |
| Días de precipitaciones (≥ 1.0 mm)                | 6.5                                               | 5.5                                               | 3.9                                               | 3.5                                               | 3.8                                               | 2.3                                               | 1.4                                               | 1.1                                               | 1.8                                               | 3.1                                               | 4.1                                               | 7.3                                               | 44.3                                              |
| Fuente: NOAA                                      |                                                   |                                                   |                                                   |                                                   |                                                   |                                                   |                                                   |                                                   |                                                   |                                                   |                                                   |                                                   |                                                   |